# Johannes Zonaras
Johannes Zonaras (Grieks: Ιωάννης Ζωναράς) was een Byzantijns kroniekschrijver en canonist, die leefde van het eind van de elfde tot het midden van de twaalfde eeuw.
Onder keizer Alexius Comnenus was hij commandant van de keizerlijke lijfwacht en eerste secretaris van de keizerlijke kanselarij. Later werd hij een monnik te Hagia Glykeria (een van de Prinseneilanden, het huidige Niandro). Hier schreef hij zijn historisch compendium: Epitome ton historion (Επιτομή Ιστορίων), die in vorm en inhoud superieur was aan de meest andere Byzantijnse kronieken en vaak werd geraadpleegd tijdens de middeleeuwen. Het is een kroniek van het ontstaan van de wereld tot de troonsbestijging van Johannes Comnenus in 1118 en heeft een toegevoegde waarde doordat het uittreksels uit de verloren boeken van Cassius Dio bevat. Edities werden reeds door Pinder en Buttner-Wobst (3 dln., Bonn, 1841-97) en Lindorf (6 dln., Leipzig, 1868-75) uitgegeven. Een ander belangrijk werk van zijn hand is een commentaar op de canons van de apostelen, en van de verschillende oosterse synoden, en op de canonieke brieven van de Vaders van de derde en de vierde eeuw. Een volledige uitgave van zijn werken is in P.G., CXXIV-CXXV en CXXXVII-CXXXVIII te vinden.

## Verder lezen
- K. Krumbacher, Geschichte der byzantinisches Literatur von Justinianbis zum Ende der Ostromisches Reich, München, 1897, pp. 370-376. (New York, 19702)
- M. Heinemann, Quaestiones Zonareae, Dresden, 1895.
- U.P. Broisseven, E. Patzig, Prachter, in Byzantinische Zeitschrift, Leipzig, 1895-7. (U.P. Broisseven, Zur handschriftlichen Überlieferung des Zonaras, in B.Z. (1893).)

## Referentie
- M.T. Ott, "Zonaras", lemma in Catholic Encyclopedia, deel XV, 1913

- Bibsys: 90545662
- Biblioteca Nacional de Chile: 000249732
- Biblioteca Nacional de España: XX1490067
- Bibliothèque nationale de France: cb132072067 (data)
- Catàleg d'autoritats de noms i títols de Catalunya: 981058520926606706
- Gemeinsame Normdatei: 118773151
- International Standard Name Identifier: 0000 0004 5612 4491
- Library of Congress Control Number: n86017321
- Nationale Bibliotheek van Tsjechië: mzk2009510045
- Nationale bibliotheek van Australië: 35857924
- Nationale Bibliotheek van Israël: 987007342705805171
- Nationale Bibliotheek van Polen: a0000001185601
- Nationale en Universitaire bibliotheek Zagreb: 000134740
- Nederlandse Thesaurus van Auteursnamen: 071954589
- Réseau des bibliothèques de Suisse occidentale: 02-A000182533
- Istituto Centrale per il Catalogo Unico: SBLV285211
- LIBRIS: 268933
- SNAC: w6v14gr3
- Système universitaire de documentation: 035501170
- Trove: 1118774
- Virtual International Authority File: 18151776766218010762
- WorldCat: E39PCjMck7mCyDDhyd9qmYxXYd

1. ↑  The Middle Byzantine Historians.